# Squamish-Lillooet
Squamish-Lillooet – dystrykt regionalny w kanadyjskiej prowincji Kolumbia Brytyjska. Siedziba władz znajduje się w Pemberton.
Squamish-Lillooet ma 38 171 mieszkańców. Język angielski jest językiem ojczystym dla 84,3%, francuski dla 3,5%, pendżabski dla 3,0%, niemiecki dla 1,6%, tagalog dla 1,0% mieszkańców (2011).